# Grammy-díj a legjobb női popénekes teljesítményért

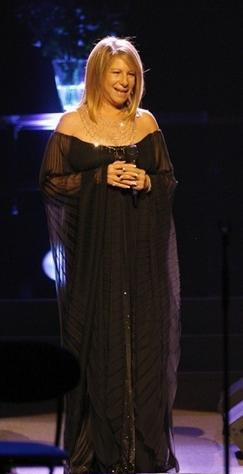
12 jelölésből 5 Grammy-díjat nyert Barbra Streisand, a kategória legsikeresebb előadója.

A legjobb női popénekes teljesítményért járó Best Female Pop Vocal Performance elnevezésű Grammy-díjat 1959-től kezdve egészen 2011-ig adták át. 2012-től a férfi előadókkal közös Best Pop Solo Performance kategóriában díjazzák a legjobb női popénekeseket.

## Története
Az évek során a kategória különböző inkarnációkban létezett. Az első két évben "legjobb női énekes teljesítmény" (Best Vocal Performance, Female) volt az elnevezése. 1961-ben két külön kategóriában adtak át díjat a legjobb énekesnőnek: egyet a legjobban előadott dalért (Best Vocal Performance Single Record Or Track), és egyet a legjobban előadott albumért (Best Vocal Performance Album, Female). 1962-ben az előző évi két külön kategória újra egyesült a "legjobb női szólóénekes teljesítményért" járó díjban (Best Solo Vocal Performance, Female). 1964-ben visszatértek az eredeti elnevezéshez (Best Vocal Performance, Female), és egészen 1968-ig ezt használták.
Közben 1966-ban még egy női énekes kategóriát létrehoztak, melyben a "legjobb kortárs női rock&roll-énekes teljesítményt" (Best Contemporary R&R Vocal Performance – Female) díjazták. Természetesen ugyanígy a férfi énekeseknél is. A következő évben egyesítették a különböző nemek számára kiírt "kortárs rock&roll-énekes" díjat, férfiak és nők vegyesen versengtek ugyanabban a kategóriában, amit aztán Paul McCartney nyert meg a Beatles Eleanor Rigby c. dalával. 1968-ban újra szétválasztották nemek szerint a "kortárs" Grammyt, és a hölgyeké a "legjobb kortárs női szólóénekes teljesítmény" (Best Contemporary Female Solo Vocal Performance) nevet kapta. 1969-ben végül a két női énekes kategória összeolvadt, és az elnevezésben első ízben jelent meg a pop szó (Best Contemporary-Pop Vocal Performance, Female).
Az 1970-es évek elején még variálták kicsit az elnevezést. 1970-ben előbb Best Contemporary Vocal Performance, Female névre keresztelték, majd 1972-ben Best Pop Vocal Performance, Female lett belőle. Ez utóbbi elnevezés egészen 1995-ig kitartott. Akkor már csak a szavak sorrendjén változtattak, és egészen 2011-ig a Best Female Pop Vocal Performance kategóriában díjazták a legjobb női popénekes teljesítményt.
A díj történetében a legtöbb győzelmet 5-5 alkalommal Barbra Streisand és Ella Fitzgerald szerzett. Őket követi Dionne Warwick és Whitney Houston 3-3 győzelemmel. A legtöbbször (12-szer) Barbra Streisandot jelölték a legjobb popénekesnőnek, mögötte pedig 8-8 jelöléssel áll Mariah Carey, Linda Ronstadt, és Peggy Lee.

## 2010-es évek
| Év   | Díjazott                | További jelöltek |
| ---- | ----------------------- | --- |
| 2011 | Lady Gaga – Bad Romance | - Sara Bareilles – King of Nothing - Beyoncé – Halo (Live) - Norah Jones – Chasing Pirates - Katy Perry – Teenage Dream |
| 2010 | Beyoncé – Halo          | - Adele – Hometown Glory - Katy Perry – Hot N Cold - Pink – Sober - Taylor Swift – You Belong with Me                   |

## 2000-es évek
| Év   | Díjazott                                | További jelöltek                                |
| ---- | --------------------------------------- | ----------------------------------------------- |
| 2009 | Adele – Chasing Pavements               | - Pink – So What                                |
| 2008 | Amy Winehouse – Rehab                   | - Nelly Furtado – Say It Right                  |
| 2007 | Christina Aguilera – Ain't No Other Man | - KT Tunstall – Black Horse and the Cherry Tree |
| 2006 | Kelly Clarkson – Since U Been Gone      | - Gwen Stefani – Hollaback Girl                 |
| 2005 | Norah Jones – Sunrise                   | - Joss Stone – You Had Me                       |
| 2004 | Christina Aguilera – Beautiful          | - Sarah McLachlan – Fallen                      |
| 2003 | Norah Jones – Don't Know Why            | - Britney Spears – Overprotected                |
| 2002 | Nelly Furtado – I'm like a Bird         | - Lucinda Williams – Essence                    |
| 2001 | Macy Gray – I Try                       | - Britney Spears – Oops!… I Did It Again        |
| 2000 | Sarah McLachlan – I Will Remember You   | - Britney Spears – ...Baby One More Time        |

## 1990-es évek
| Év   | Díjazott                                 | További jelöltek                                            |
| ---- | ---------------------------------------- | ----------------------------------------------------------- |
| 1999 | Celine Dion – My Heart Will Go On        | - Sarah McLachlan – Adia                                    |
| 1998 | Sarah McLachlan – Building a Mystery     | - Jewel – Foolish Games                                     |
| 1997 | Toni Braxton – Un-Break My Heart         | - Jewel – Who Will Save Your Soul                           |
| 1996 | Annie Lennox – No More I Love You's      | - Vanessa L. Williams – Colors of the Wind                  |
| 1995 | Sheryl Crow – All I Wanna Do             | - Barbra Streisand – Ordinary Miracles                      |
| 1994 | Whitney Houston – I Will Always Love You | - Tina Turner – I Don't Wanna Fight                         |
| 1993 | K.D. Lang – Constant Craving             | - Vanessa L. Williams – Save the Best for Last              |
| 1992 | Bonnie Raitt – Something to Talk About   | - Whitney Houston – All the Man That I Need                 |
| 1991 | Mariah Carey – Vision of Love            | - Lisa Stansfield – All Around the World                    |
| 1990 | Bonnie Raitt – Nick of Time              | - Linda Ronstadt – Cry Like a Rainstorm, Howl Like the Wind |

## 1980-as évek
| Év   | Díjazott                                                     | További jelöltek                               |
| ---- | ------------------------------------------------------------ | ---------------------------------------------- |
| 1989 | Tracy Chapman – Fast Car                                     | - Brenda Russell – Get Here                    |
| 1988 | Whitney Houston – I Wanna Dance with Somebody (Who Loves Me) | - Suzanne Vega – Luka                          |
| 1987 | Barbra Streisand – The Broadway Album                        | - Dionne Warwick – That's What Friends Are For |
| 1986 | Whitney Houston – Saving All My Love for You                 | - Tina Turner – We Don't Need Another Hero     |
| 1985 | Tina Turner – What's Love Got to Do with It                  | - Deniece Williams – Let's Hear It for the Boy |
| 1984 | Irene Cara – Flashdance... What a Feeling                    | - Bonnie Tyler – Total Eclipse of the Heart    |
| 1983 | Melissa Manchester – You Should Hear How She Talks About You | - Linda Ronstadt – Get Closer                  |
| 1982 | Lena Horne – Lena Horne: The Lady and Her Music              | - Olivia Newton-John – Physical                |
| 1981 | Bette Midler – The Rose                                      | - Donna Summer – On the Radio                  |
| 1980 | Dionne Warwick – I'll Never Love This Way Again              | - Donna Summer – Bad Girls                     |

## 1970-es évek
| Év   | Díjazott                                                      | További jelöltek                                              |
| ---- | ------------------------------------------------------------- | ------------------------------------------------------------- |
| 1979 | Anne Murray – You Needed Me                                   | - Donna Summer – MacArthur Park                               |
| 1978 | Barbra Streisand – Love Theme from A Star Is Born (Evergreen) | - Carly Simon – Nobody Does It Better                         |
| 1977 | Linda Ronstadt – Hasten Down the Wind                         | - Vicki Sue Robinson – Turn the Beat Around                   |
| 1976 | Janis Ian – At Seventeen                                      | - Linda Ronstadt – Heart Like a Wheel                         |
| 1975 | Olivia Newton-John – I Honestly Love You                      | - Joni Mitchell – Court and Spark                             |
| 1974 | Roberta Flack – Killing Me Softly with His Song               | - Carly Simon – You're So Vain                                |
| 1973 | Helen Reddy – I Am Woman                                      | - Barbra Streisand – Sweet Inspiration/Where You Lead         |
| 1972 | Carole King – Tapestry                                        | - Carly Simon – That's the Way I've Always Heard It Should Be |
| 1971 | Dionne Warwick – I'll Never Fall in Love Again                | - Diana Ross – Ain't No Mountain High Enough                  |
| 1970 | Peggy Lee – Is That All There Is?                             | - Dionne Warwick – This Girl's in Love with You               |

## 1960-as évek
| Év    | Díjazott                                                                                  | További jelöltek                         |
| ----- | ----------------------------------------------------------------------------------------- | ---------------------------------------- |
| 1969  | Dionne Warwick – Do You Know the Way to San Jose                                          | - Barbra Streisand – Funny Girl          |
| 1968  | Bobbie Gentry – Ode to Billie Joe                                                         | - Dionne Warwick – Alfie                 |
| 1968* | Bobbie Gentry – Ode to Billie Joe (Legjobb női kortárs szólóénekes-teljesítmény)          | - Dionne Warwick – I Say a Little Prayer |
| 1967  | Eydie Gorme – If He Walked into My Life Today                                             | - Barbra Streisand – Color Me Barbra     |
| 1966  | Barbra Streisand – My Name Is Barbra                                                      | - Nancy Wilson – Gentle Is My Love       |
| 1966* | Petula Clark – I Know a Place (Legjobb női kortárs rock&roll-énekes teljesítmény)         | - Barbara Lewis – Baby, I'm Yours        |
| 1965  | Barbra Streisand – People                                                                 | - Nancy Wilson – How Glad I Am           |
| 1964  | Barbra Streisand – The Barbra Streisand Album (album)                                     | - The Singing Nun – Dominique            |
| 1963  | Ella Fitzgerald – Ella Swings Brightly with Nelson (album)                                | - Pat Thomas – Slightly Out of Time      |
| 1962  | Judy Garland – Judy at Carnegie Hall (album)                                              | - Peggy Lee – Basin Street East          |
| 1961* | Ella Fitzgerald – Ella in Berlin: Mack the Knife (Legjobb női énekesteljesítmény albumon) | - Della Reese – Della (album)            |
| 1961* | Ella Fitzgerald – Mack the Knife (Legjobb női énekesteljesítmény kislemezen)              | - Peggy Lee – I'm Gonna Go Fishin'       |
| 1960  | Ella Fitzgerald – But Not for Me                                                          | - Caterina Valenta – La Starda del Amore |

## 1950-es évek
| Év   | Díjazott                                                                   | További jelöltek                |
| ---- | -------------------------------------------------------------------------- | ------------------------------- |
| 1959 | Ella Fitzgerald – Ella Fitzgerald Sings the Irving Berlin Songbook (album) | - Keely Smith – I Wish You Love |